# Date Movie
Date Movie är en amerikansk långfilm från 2006 i regi av Aaron Seltzer och Jason Friedberg, med Alyson Hannigan, Adam Campbell, Sophie Monk och Eddie Griffin i rollerna. Filmen är en parodi på romantiska komedier. Den blev inte väl mottagen i USA, utan röstades in på IMDbs lista över de hundra sämsta filmerna.

## Handling
Date Movie handlar om den överviktiga Julia Jones som blir förälskad i en kille som hon inte får gifta sig med för sin far. Hennes liv är en röra innan hon äntligen får gifta sig med sin kille.

## Rollista
| Alyson Hannigan   | – Julia Jones         |
| Adam Campbell     | – Grant Funkyerdoder  |
| Sophie Monk       | – Andy                |
| Eddie Griffin     | – Frank Jones         |
| Meera Simhan      | – Linda Jones         |
| Fred Willard      | – Bernie Funkyerdoder |
| Jennifer Coolidge | – Roz Funkyerdoder    |
| Marie Matiko      | – Betty               |
| Judah Friedlander | – Nicky               |
| Carmen Electra    | – Anne                |
| Tony Cox          | – Hitch               |